# Musical Youth Theatre Company
Musical Youth Theatre Company est une compagnie de théâtre jeunesse anglaise fondée en 1987 à Bath dans le Somerset.

## Histoire
Créée par Greg Vere, elle a existé pendant quinze ans (jusqu'en 2002) et produit un certain nombre de shows. Sa dernière représentation fut une version de la pièce de Mike Leigh, Abigail's Party, en juillet 2002. 

## Production
1987
- Septembre - Cabaret

1988
- Janvier - The Weekend Starts Here
- Février - First Charity Gala at the Theatre Royal, Bath
- Mai - Jesus Christ Superstar
- Novembre - Salad Days

1989
- Mai - The Wiz
- Novembre - Little Shop of Horrors
- Décembre - Sounds Familiar concert

1990
- Février - Second Charity Gala at the Theatre Royal, Bath
- Mai - Billy
- Septembre West Side Story
- Novembre - A Taste of Music (diner cabaret)

1991
- Janvier - Third Charity Gala at the Theatre Royal, Bath
- Avril - Amadeus
- Juillet - An American Dream, cabaret
- Octobre - South Pacific
- Décembre - Ultimate Christmas Party, cabaret